# أبو حذيفة بن عتبة
أبو حذيفة بن عتبة بن ربيعة العبشمي القرشي (42 ق.هـ - 12 هـ/ 578- 633م) صحابي بدري من السابقين إلى الإسلام، هاجر إلى الحبشة، ثم إلى المدينة المنورة، وشهد بدرًا وأحدًا والخندق والمشاهد كلها ثم استُشهد في معركة اليمامة.

## سيرته
كان أبو حذيفة بن عتبة بن ربيعة بن عبد شمس بن عبد مناف القرشي من السابقين إلى الإسلام، حيث أسلم قبل دخول النبي محمد دار الأرقم ليدعو فيها، وقيل أنه أسلم بعد 43 إنسانًا. وقد اخُتلف في اسم أبي حذيفة، فقيل «مُهَشِّم»، وقيل «هُشيم»، وقيل «هاشم»، وقيل «قيس». كان أبوه عتبة بن ربيعة سيد من سادات قريش في الجاهلية، أما أمه فهي أم صفوان فاطمة بنت صفوان بن أمية بن محرث الكناني.
هاجر أبو حذيفة مع زوجته سهلة بنت سهيل إلى الحبشة، ثم عاد منها إلى مكة، فأقام مع النبي محمد حتى هاجر إلى يثرب، وقد آخى النبي محمد بينه وبين عباد بن بشر. صاحب أبو حذيفة النبي محمد في المدينة المنورة، وشهد معه المشاهد كلها، ويوم بدر، دعا أبو حذيفة أبيه عتبة بن ربيعة وهو يومها من قادة قريش في المعركة للمبارزة، لولا أن نهاه النبي محمد عن ذلك. وقد هجته أخته هند بنت عتبة لذلك، فقالت:
بعد وفاة النبي محمد، شارك أبو حذيفة في حروب الردة، واستُشهد في معركة اليمامة وهو ابن 53 أو 54 سنة. وقد أعقب أبو حذيفة من الولد محمد أمه سهلة بن سهيل بن عمرو، وعاصم أمه آمنة بنت عمرو بن حرب بن أمية، وقد انقرض عقب أبي حذيفة، فلم يبق منهم أحد. أما صفته، فقد كان أبو حذيفة طويلاً، حسن الوجه، أثعل،1 أحول.

## الهوامش
- (1) الأثعل: من تراكبت أَسنانه بعضها فوق بعض.[7]

## طالع كذلك
- سالم مولى أبي حذيفة